# Minszki jegyzőkönyv (2014)
A minszki jegyzőkönyv egy 2014. szeptember 5-én tető alá hozott tűzszüneti megállapodás Ukrajna illetve a szakadár oroszbarát, nemzetközileg el nem ismert de facto államok, a Donyecki Népköztársaság és a Luganszki Népköztársaság között, amely kísérlet volt a kelet-ukrajnai háború eszkalálódásának megakadályozására. Az egyezményt Minszkben, Fehéroroszország fővárosában írták alá a háborús felek az Európai Biztonsági és Együttműködési Szervezet (EBESZ) égisze alatt. A jegyzőkönyv nem váltotta be a hozzá fűzött reményeket, a harcok 2015 januárjában kiújultak.

## Ratifikálása
A jegyzőkönyv tervezetét a háromoldalú kapcsolattartó csoport (Ukrajna, Oroszország, EBESZ) szövegezte meg, amelyet 2014 júniusában állítottak fel, hogy megkönnyítse a párbeszédet és mérsékelje a szembenállást. A felek, kiegészülve az önhatalmúlag kikiáltott népköztársaságok vezetőivel, július 31-én, augusztus 26-án, szeptember 1-én és szeptember 5-én ültek össze. Az aláírt jegyzőkönyv pontjai nagyrészt megegyeztek Petro Porosenko ukrán elnök 15 pontos béketervével, amelyet hivatala június 20-án publikált. A minszki jegyzőkönyvet a következő személyek írták alá:
- Heidi Tagliavini, svájci diplomata, az EBESZ képviselője
- Leonyid Kucsma, korábbi ukrán elnök, Ukrajna képviselője
- Mihail Zurabov, Oroszország ukrajnai nagykövete
- Alekszandr Zaharcsenko, a Donyecki Népköztársaság miniszterelnöke
- Igor Plotnickij, a Luganszki Népköztársaság elnöke

## A jegyzőkönyv szövege
A jegyzőkönyv 12 pontot tartalmaz:

„A kontaktcsoport tagjai egyetértésre jutottak a következő lépések megtételében:
1. Haladéktalanul életbe kell léptetni a kétoldalú tűzszünetet.
2. Az EBESZ-nek biztosítania kell a fegyvernyugvás ellenőrzését.
3. Kijevnek végre kell hajtania a hatalom decentralizációját, Donyeck és Luhanszk megye különleges jogállásáról szóló ideiglenes törvény meghozatalával.
4. Az EBESZ-nek biztosítania kell az ukrán-orosz államhatár állandó ellenőrzését, és biztonsági övezetet kell létrehozni a határ menti övezetekben.
5. Haladéktalanul szabadon kell engedni az összes túszt és törvénytelenül fogva tartott személyt.
6. Törvényt kell elfogadni, amely megtiltaná azoknak a személyeknek a felelősségre vonását és megbüntetését, akik összefüggésbe hozhatók a Donyeck és Luhanszk megyék egyes részein történt eseményekkel.
7. Folytatni kell az össznemzeti párbeszédet minden érintett bevonásával.
8. Intézkedéseket kell hozni a Donbasz-medencei humanitárius helyzet javítása érdekében.
9. A Donyeck és Luhanszk megye különleges jogállásáról szóló ideiglenes törvénnyel összhangban meg kell rendezni ezeken a területeken az előre hozott helyhatósági választásokat.
10. Ki kell vonni Ukrajna területéről a törvénytelen fegyveres csoportokat, a hadieszközöket, a fegyvereseket és a zsoldosokat.
11. El kell fogadni a Donbasz újjászületését és a régió életképességének helyreállítását szolgáló programot.
12. Szavatolni kell a tárgyalások résztvevőinek személyes biztonságát.”

(Fordítás: Bal-Rad)

## A jegyzőkönyv kiegészítése
Az aláírás után a tűzszünetet sikerült többé-kevésbé betartani, ám az elkövetkező két hétben történtek kisebb-nagyobb összecsapások, ezért a tárgyaló felek ismét asztalhoz ültek Minszkben 2014. szeptember 18-án. Céljuk a fegyvernyugvás tartósságának biztosítása volt. 7 órás tárgyalás után a résztvevők szeptember 19-én egy memorandumot fogalmaztak meg, amelyet hozzáillesztettek a korábban elfogadott jegyzőkönyvhöz.
A kilenc pontos memorandumban a felek megállapodtak, hogy sürgősen megkezdik mindkét háborús oldal részéről a nehézfegyverek (a 100 mm-nél nagyobb kaliberű ágyúk és a taktikai rakéta-fegyverek) kivonását. A szeptember 19-i állapotokat tükröző memorandum az akkori határvonaltól számítva 15–15 km-es távolságra, ezáltal egy összesen 30 km-es puffer-övezetet létesített, amely fölött az egyezmény értelmében harci repülőgépek és pilóta nélküli repülők sem haladhattak át. Megállapodtak a külföldi fegyveresek és mesterlövészek eltávolításáról is. A memorandum kikötötte, hogy a tűzszüneti folyamat véghezvitelét az EBESZ felügyeli.

## Hatása
A tűzszüneti megállapodásban foglaltak sorsa már a kezdetektől fogva megpecsételődött. Nem sokkal a memorandum kibocsátása után a Donyecki Népköztársaság erői május után másodjára is ostrom alá vették a Donyecki Nemzetközi Repülőtér épületkomplexumát. A minszki jegyzőkönyv egyetlen eredménye az volt, hogy ha a tűzszünet nem is következett be, a harcok intenzitása hónapokig mérséklődött. Október végén Alekszandr Zaharcsenko, a Donyecki Népköztársaság miniszterelnöke azt nyilatkozta, hogy erőinek szándékában áll visszahódítani azokat az elveszett területeket, amelyeket az ukrán hadsereg júliusi offenzívájában megszerzett, akár súlyos harcok árán is. Később a kormányfő arra hivatkozott, hogy szavait rosszul idézték, ő "békés eszközökről" beszélt. A donbaszi parlamenti választásokat megelőző kampány során Zaharcsenko azt mondta, hogy "ezek történelmi idők. Új országot hozunk létre." Az EBESZ soros elnöke, Didier Burkhalter megerősítette, hogy a szakadár területeken tervezett választások megtartása "ellentétes a minszki jegyzőkönyv betűjével és szellemével", s hozzátette, hogy az csak még inkább megnehezíti a békés rendezést.
Egy december 5-i beszédében Szergej Lavrov orosz külügyminiszter kijelentette, a november 2-án Donyeckben és Luhanszkban megtartott parlamenti választások "teljes mértékben összhangban van a Minszkben történő megállapodással", s az ukrán parlamentnek a jegyzőkönyv értelmében köteles lett volna amnesztiában részesíteni a két népköztársaság vezetőit az október végén lezajlott ukrán parlamenti választás után, mondta Lavrov. A külügyminiszter szerint az orosz-ukrán határ szorosabb figyelemmel kísérése, ahogy azt a jegyzőkönyv előírja, csak akkor lehetséges, miután az ukrán kormány jóváhagyja az amnesztia-törvényt.

### A tűzszünet összeomlása
2015 januárjára a két fél közötti tűzszüneti megállapodások teljes mértékben összeomlottak, a hadi cselekmények intenzitása kiújult. Miután az ukránok elveszítették a donyecki repülőteret, Eduard Baszurin, a Donyecki Népköztársaság szóvivője január 23-án kijelentette, a "minszki memorandumot a maguk részéről a korábban már elfogadott formájában nem veszik figyelembe." Még aznap a szakadár entitás elnöke, Zaharcsenko azt mondta, hogy a "Donyecki Népköztársaság többé nem törekszik a tűzszünetre", s az oroszbarát erők "támadást indítanak egészen a Donbasz régió határáig". A The New York Times cikkében szintén leszögezte, hogy a tűzszüneti megállapodásnak teljes mértékben vége.
A harci övezetben zajló egyre növekvő erőszak közepette a háromoldalú kapcsolattartó csoport újabb minszki tárgyalást kezdeményezett január 31-re. Az EBESZ, Ukrajna és Oroszország képviselői a belarusz fővárosba utaztak, ám a két népköztársaság részéről a jegyzőkönyv aláírói nem voltak jelen, az új képviselők a jegyzőkönyv és a memorandum felülbírálatát követelték az új politikai-katonai helyzet szerint, így a tárgyalások nem vezettek eredményre, a találkozót elnapolták.
2015. február 12-én német-francia közvetítéssel egy második tűzszüneti megállapodást fogadtak el a harcoló felek Minszkben, amelynek 13 pontja számos módosítással járt a szeptemberi egyezményhez képest.